# Mac Alex
 (juillet 2023).
Mac Alex, de son vrai nom Alexis Djimasra (né le 6 octobre 1982 à Lagos), est un artiste, acteur et journaliste tchadien. Il est actif dans le milieu culturel depuis l'an 2000. 

## Biographie
Né le 6 octobre 1982 sous le nom d'état civil d'Alexis Djimasra, Mac Alex débute comme artiste et acteur avant de devenir animateur culturel. Connu du grand public tchadien grâce à son premier album Carte Visite et sa participation aux films 48 heures pour retrouver ma femme, et Fille à papa avec Gohou Michel et Michel Bohiri.
Il se consacre ensuite principalement à la promotion culturelle à travers l'émission « Gardez l'écoute » sur la radio nationale tchadienne, tout en étant correspondant de l'émission « Couleurs Tropicales » animée par Claudy Siar sur RFI.
Mac Alex est aussi animateur à la Radiodiffusion nationale tchadienne (RNT). 

## Discographie
- 2004 : Rosa (enregistré à Cotonou, au Bénin) (14 avril)
- 2011 : Carte de visite (enregistré à Abidjan)[5]
- 2004 : Bienvenu à Babi feat Cidson Alguewi et Nash[6]

## Filmographie
- 48 h pour retrouver ma femme, réalisé par Prospère Nadjilem [7]
- Fille à papa avec Michel Bohiri et Gohou Michel[8]